# Algarvei hasadtfogúmoha
Az algarvei hasadtfogúmoha (Fissidens curvatus) Magyarországon ritka és védett csúcstermő (akrokarp) lombosmoha faj.

## Jellemzői[1]
A Fissidens curvatus egy nagyon változatos megjelenésű taxon, sok szinonim neve, fajleírása létezik. Mind méretben, mind a sejtek papillázottsága alapján írták le a szinonim fajokat, de azok végül mind egy fajnak bizonyultak. Ez az apró növény a hasadtfogúmohák családjába tartozik.

### Megjelenése
A növény általában kisméretű (2–3 mm) de akár 1 cm-es nagyságú is lehet. A steril hajtások nagyobbak, az ivaros, spóratokot fejlesztő egyedek kisebbek. A steril növényeken akár 25 levél is lehet, de az ivaros mohákon általában 3-5 levél fejlődik.
A levelek keskeny lándzsás alakúak, általában 5 mm hosszúak. Már a levél közepétől keskenyedik fokozatosan a csúcsig és nem hirtelen mint a többi kisméretű Fissidens fajnál. A levélszegély (limbidium) feltűnő, több sejtsor széles, a szegélysejtek keskenyek, hosszúkásak. A levéllemez sejtjei hosszúkásak, gyakran kétszer hosszabbak mint szélesek.
A toknyél (seta) 3–12 mm hosszú, vörös színű. A spóratok 1–2 mm hosszú ovális, a perisztómium fogak finoman papillázottak.

## Előfordulás
Agyagos talajon folyók és patakok árnyékos partján él.
Mediterrán-Atlantikus faj. Európában nagyon ritka. A Föld déli féltekéjén sokkal gyakoribb, Ausztráliában, Új-Zélandon, Dél-Afrikában és Dél-Amerikában megtalálható. Észak-Amerika déli részén mint invazív, erősen terjedő fajként van leírva. Magyarországon az 1950-es években találták meg a Börzsönyben a Kemence-patak partján, de azóta nem került elő újra, így jelenlegi hazai vörös listás besorolása: adathiányos (DD-va). Horvátországban, Szlovákiában megtalálható, de nagyon ritka faj.

## Alfajai, változatai
Mivel változatos megjelenésű, sok alfaját és változatát írták már le. Jelenleg három változatát és egy alfaját ismerik el:
- var. curvatus

A levelek szegélye jól fejlett erőteljes, az egész levélen végig ér. A spóratok lehet felálló és szimmetrikus, de hajlott és görbült is. Elterjedése alapján ez a leggyakoribb változat.
- var. inclinabilis

A levélszegély fejletlen, csak a levelek közepén fejlődik ki, a levél csúcsán és alapján már hiányzik. A spóratok mindig hajlott.
- var. pachyloma

Afrikai változat, Etiópiából írták le. A var. curvatus-hoz hasonló, de annál erőteljesebb, nagyobb változat.
- subsp. sanctae-helenae

A Szent-Ilona szigetről leírt endemikus alfaj. A háti levéllemez alsó részét kizárólagosan csak a kiszélesedett szegélysejtek alkotják.

## Képek

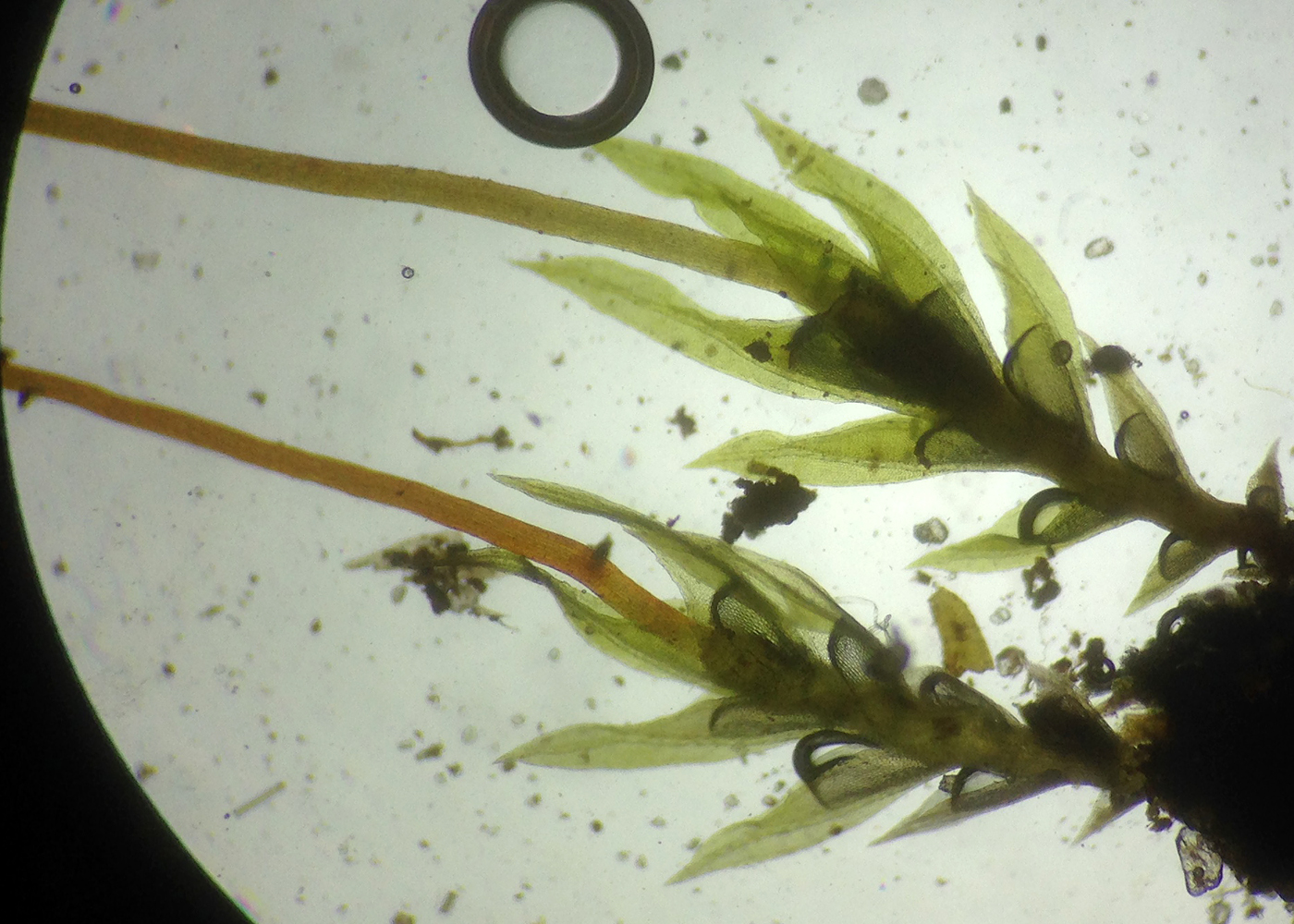
Fissidens curvatus hajtása. A levelek hosszan keskenyednek
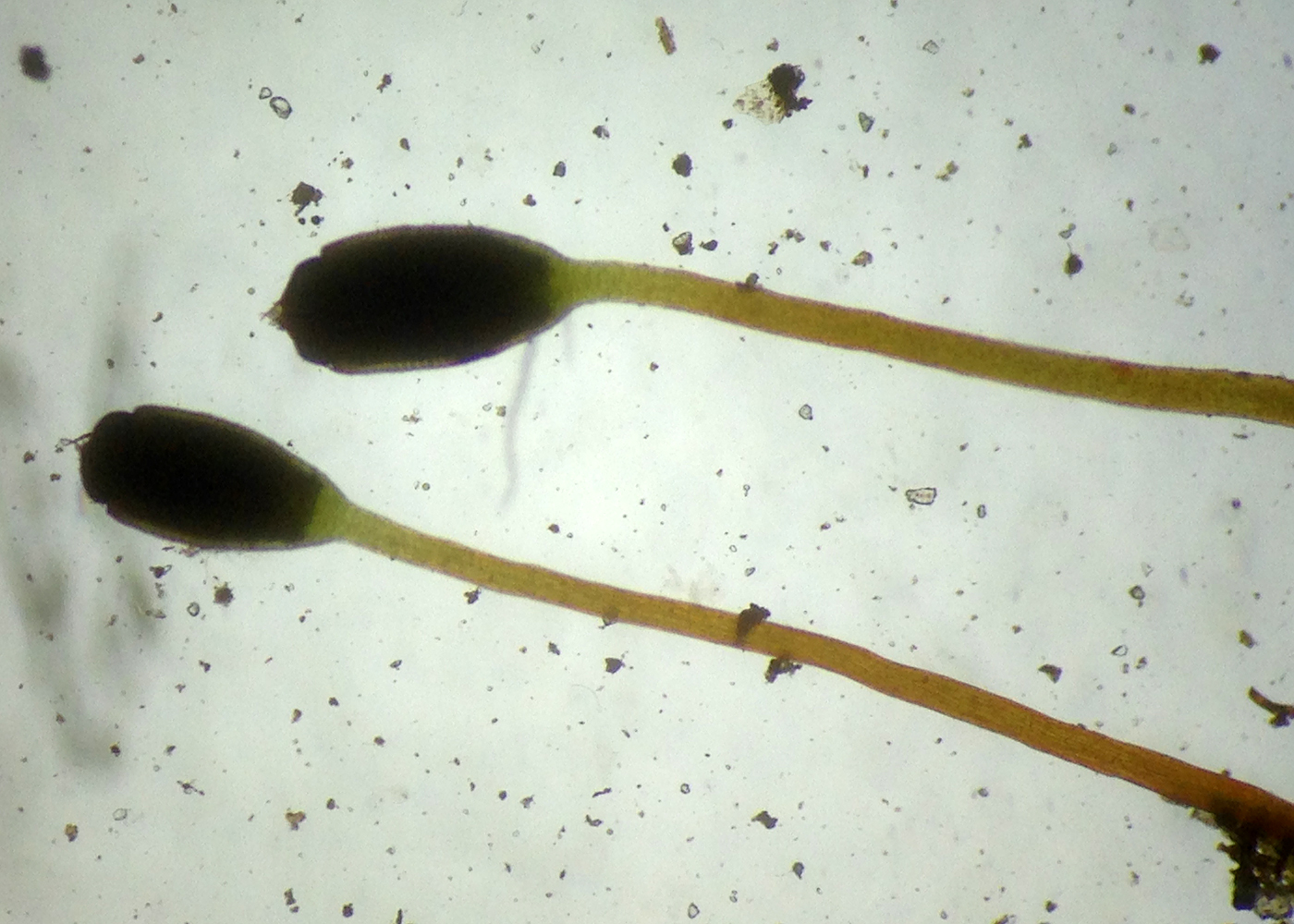
A spóratok és toknyél
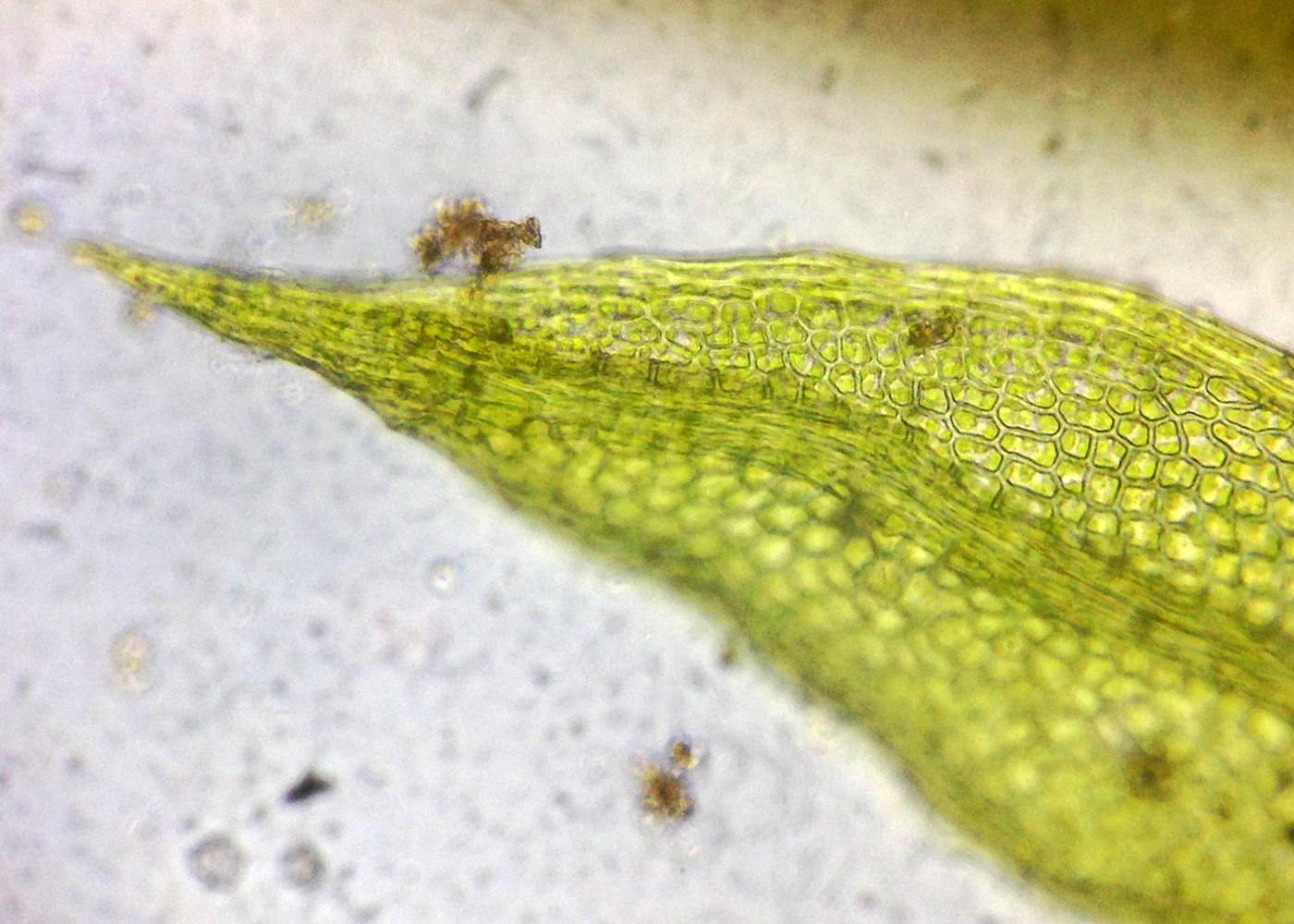
A levélcsúcs mikroszkopikus képe
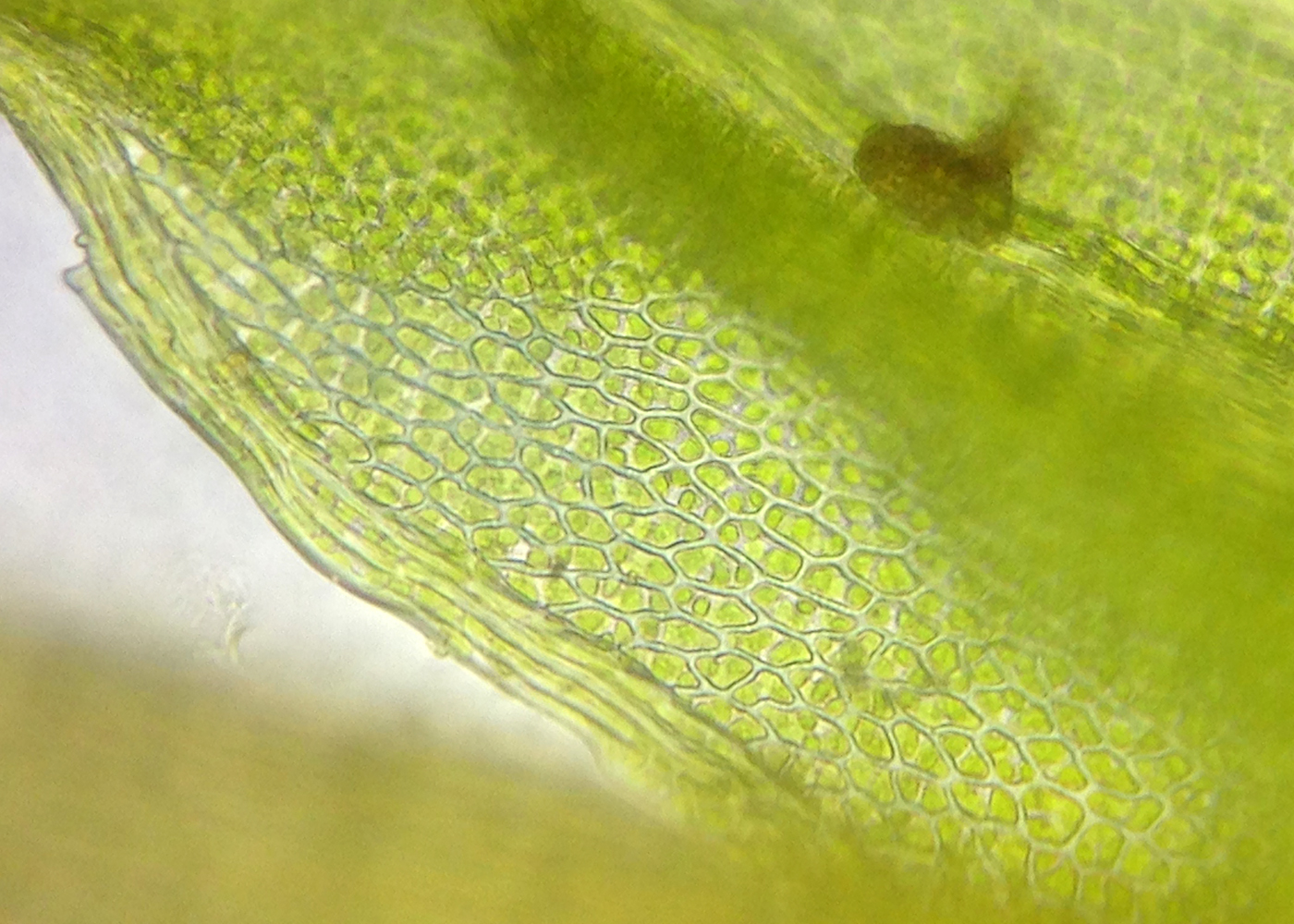
A levéllemez sejtjei és a levélszegély. Jól látszik, hogy a levélsejtek hosszúkásak